# Anartioschiza setosella
Anartioschiza setosella är en skalbaggsart som beskrevs av Moser 1913. Anartioschiza setosella ingår i släktet Anartioschiza och familjen Melolonthidae. Inga underarter finns listade i Catalogue of Life.